# Ligne de Fontenay-le-Comte à Benet
La ligne de Fontenay-le-Comte à Benet est une ligne de chemin de fer française. Entièrement située dans le département de la Vendée elle relie Fontenay-le-Comte à Niort via l'embranchement avec la ligne de La Possonnière à Niort à Benet.
Ligne numéro 529000 du Réseau ferré national, elle n'est ouverte qu'au trafic fret.

## Histoire
La ligne de Fontenay-le-Comte à la ligne d'Angers à Niort, à ou près Benet, est déclarée d'utilité publique par une loi le 31 décembre 1875.
Une loi du 14 juin 1878, autorise le ministre des Travaux publics à entreprendre des travaux de superstructure d'un « chemin de fer de Fontenay-le-Comte à Benet » inclut dans une liste de chemins de fer énoncés dans des lois du 16 et 31 décembre 1875. Les dépenses seront imputées sur les crédits du chapitre « Travaux de chemins de fer décrétés et non concédés ».
L'adjudication pour la construction des stations et dépendances de Fontenay-le-Comte, Saint-Martin-de-Fraigneau et Nieul-Oulmes, a lieu le 15 décembre 1880. La dépense est estimée à 411 618,52 francs.
Le ministre des travaux publics autorise l'ouverture de l'exploitation de la ligne, longue de 20,082 kilomètres, à partir du 17 octobre 1881. La ligne fut prise quotidiennement par les ouvriers l'usine Rousseau de Saint-Liguaire.
La gare fut fermée au trafic des voyageurs le 2 mars 1969 en même temps que la gare de Fontenay-le-Comte et fut remplacée par des autocars. Elle fut fut fermée au trafic de marchandises le 23 septembre 1996.